# Giovanni Leonardo Di Bona
Giovanni Leonardo Di Bona, noto anche col nome di Leonardo da Cutro e detto il Puttino (Cutro, 1533 – Taranto, 2 agosto 1578), è stato uno scacchista italiano. Detto anche Cavaliere Errante, fu vincitore del primo torneo di scacchi internazionale.

## Biografia

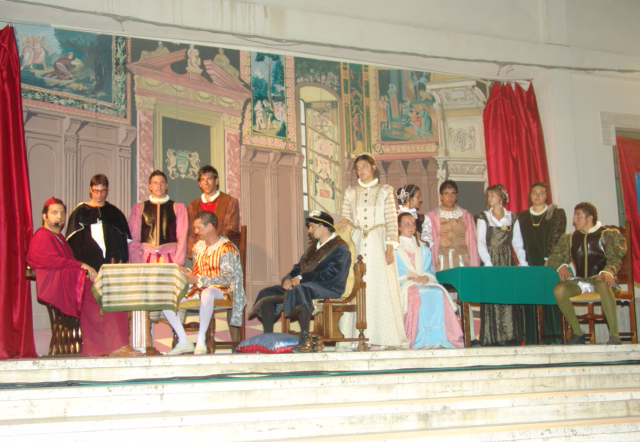
La rappresentazione vivente della sfida scacchistica alla Corte di Spagna.

Giovanni Leonardo studiava legge a Roma quando fu sconfitto dal sacerdote spagnolo Ruy López.
Si trasferì a Napoli, città nella quale risiedette per un paio d'anni, ospite di uno zio con cui giocava molto. A Napoli ebbe modo di misurarsi con Paolo Boi.
Tornato a Cutro liberò suo fratello dai saraceni, sconfiggendo il capo dei pirati e vincendogli anche 200 ducati.
Insieme al suo servitore Giulio Polerio, intraprese quindi il viaggio per Madrid per sfidare il sacerdote spagnolo Ruy López. Fece tappa a Genova, dove fu ospite in una casa privata e si fidanzò con la figlia del proprietario. Lasciò a Genova Polerio mentre lui continuò il viaggio.
Sostò a Marsiglia e a Barcellona, ove conobbe Tommaso Caputo, detto Rosces, col quale proseguì il viaggio cui si unì un altro scacchista: Giovanni Rodriguez.
Strada facendo, i tre amici fecero una burla a un locandiere chiamato el Muchacho: Leonardo, fingendosi un dilettante, gli vinse 700 scudi (somma che gli restituirono al ritorno).
Nell'estate del 1575, arrivati a destinazione al termine di un estenuante viaggio in carro, Leonardo frequentò il locale ove era solito giocare Ruy López, e vi giocò a 50 scudi a partita.
Venuto a sapere degli incontri e che un giovane cutrese teneva testa a Ruy López, il re di Spagna, Filippo II, volle organizzare un torneo a corte in sua presenza su una distanza di risultato pari a tre vittorie. Leonardo sconfisse il confessore del re, monsignor López, per 3 a 2, e Filippo II lo riempì di doni.
Appresa la notizia della morte della fidanzata, partì per il Portogallo dove sconfisse 'il Moro', campione di corte di re Sebastiano, il quale lo soprannominò Il cavaliere errante.
Morì a Taranto il 2 agosto 1578, come attesta un atto notarile scoperto da Andrea Pesavento (Leoncini 2023).

## Leonardo e Cutro, città degli scacchi
In seguito alla vittoria del torneo al posto di un grosso premio in denaro, Leonardo chiese che il suo paese natale, Cutro, fosse proclamato città, e che i suoi abitanti fossero esentati dal pagamento delle tasse per un periodo di vent'anni.
L'impresa scacchistica è immortalata da un dipinto del pittore toscano Luigi Mussini, dal titolo Sfida scacchistica alla Corte di Spagna, custodito dal Monte dei Paschi di Siena.
Annualmente, la sera del 12 agosto si commemora la vittoria del Puttino, perpetrata ai danni di monsignor Ruy López, vescovo di Segura: nella piazza centrale di Cutro, su di una scacchiera pavimentale gigante (costruita in onore dell'illustre concittadino), si riproduce la storica partita a scacchi con l'aiuto di un centinaio di figuranti (in piccoli gruppi, gli attori si impersoneranno in un pedone o pezzo, assumendone le tipiche movenze).
Per queste ragioni, Cutro ha ricevuto il titolo di Città degli Scacchi. Nel mese di aprile di ogni anno, inoltre, la città ospita un rinomato torneo internazionale, al quale partecipano talenti scacchistici di tutto il mondo.